# Mizuki (Festung)

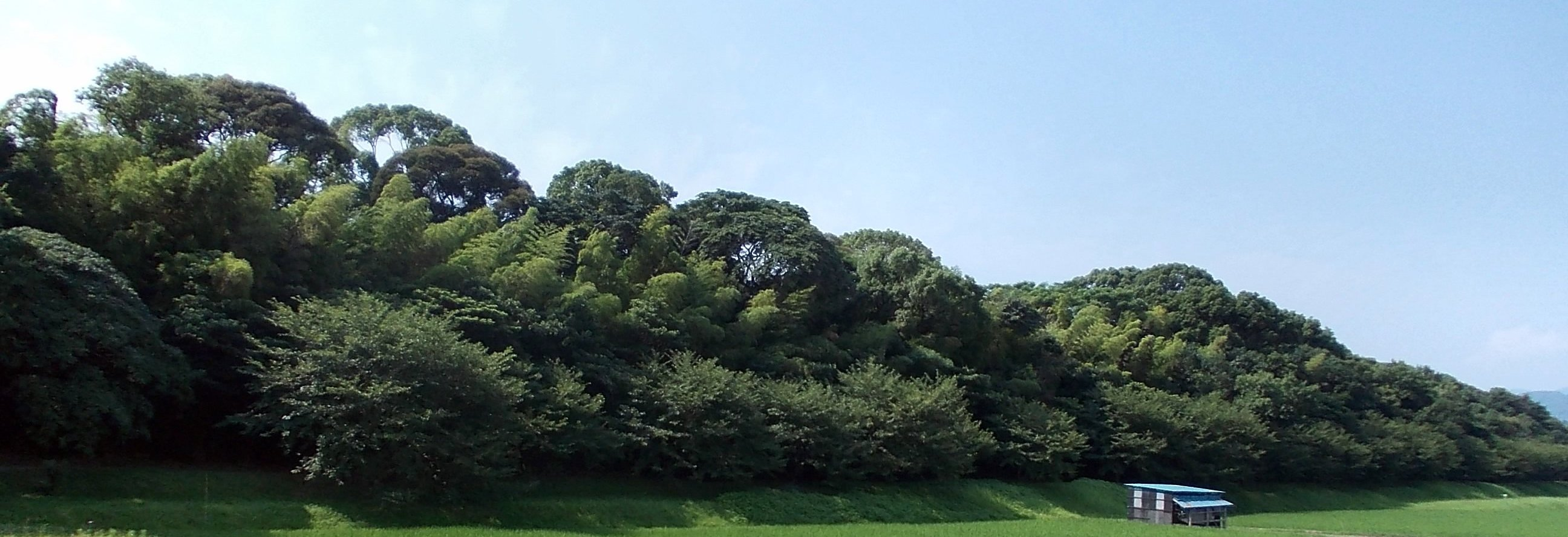
Überbleibsel des Mizuki

Der Mizuki (jap. 水城, dt. „Wasserfestung“) ist ein Wall und eine Befestigungsanlage, die Japan zum Schutz vor Invasion und zur Grenzsicherung in der Mitte des 7. Jahrhunderts erbaute. Der zugehörige Wall erstreckte sich von der heutigen Stadt Ōnojō, Präfektur Fukuoka bis nach Dazaifu. Die Überreste des Mizuki wurden mit 150.805 m² am 3. März 1921 als historische Stätte und am 31. März 1953 als Besondere historische Stätte deklariert.

## Geschichtlicher Hintergrund

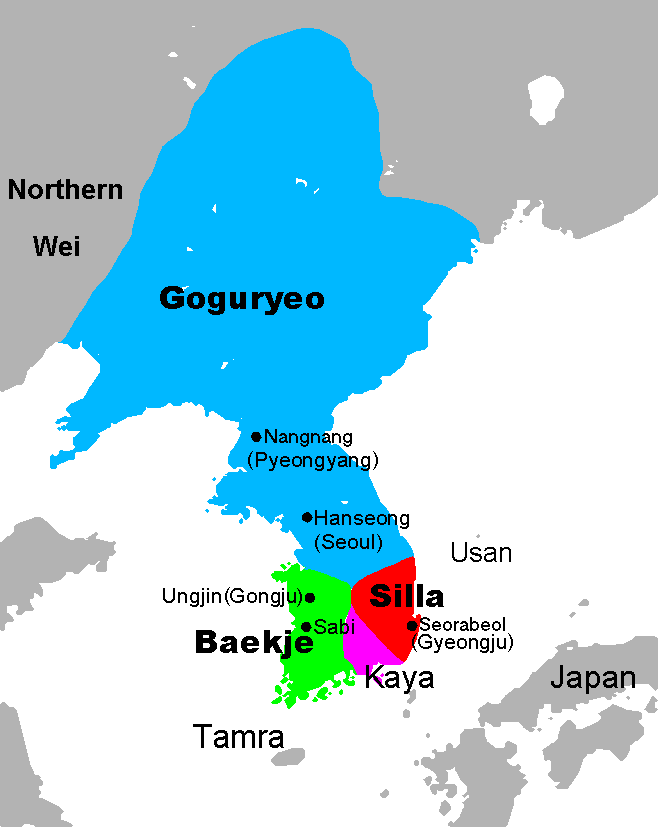

Die Tang-Dynastie Chinas, die 618 die Sui-Dynastie ablöste, nahm 645 die Angriffe, die die vorangegangene Dynastie erfolglos gegen das (koreanische) Goguryeo geführt hatte, wieder auf. Zudem verbündete sich Silla mit der Tang-Dynastie gegen Baekje. Japan hatte den chinesischen Kaiser durch ein Schreiben, das vom „Herrscher des Sonnenaufgangs“ an den „Herrscher des Sonnenuntergangs“ formuliert war, verärgert. Obgleich Japan mehrere Gesandtschaften zum Tang-Hof schickte, gelang es nicht Tang zu besänftigen. Als 660 der vereinte Vorstoß von Tang und Silla gegen Baekje erfolgreich war und das mit Japan verbündete Baekje fiel, erhielt der Herrscher von Baekje in der Nähe von Osaka Asyl. In Allianz mit Japan wurde 663 eine Flotte mit 400 Schiffen entsandt, die Baekje zurückerobern sollte. Diese militärische Intervention geriet durch eine Fehleinschätzung des Flottenkommandanten in der Schlacht von Hakusukinoe (白村江の戦い) für Japan zu einem großen Misserfolg. Der Verlust der japanischen Flotte und der missratene militärische Vorstoß verstärkten in Japan die Furcht vor einer bevorstehenden Invasion seitens Tang-Chinas.
Tennō Tenji hielt es für sehr wahrscheinlich, dass eine solche Invasionsarmee irgendwo bei der Hakata-Bucht anlanden würde. Aus diesem Grund ordnete er 664 den Bau eines Verteidigungswalls, des Mizuki, für das dahintergelegene Regionalzentrum Dazaifu an. Zunächst wurde ein 14 m hoher und ein Kilometer langer Wall in der Ebene von Fukuoka errichtet. Ein Jahr später wurde der Wall vom heutigen Kitakyūshū bis zu den Ufern der Seto-Inlandsee um kleinere Befestigungsanlagen nach koreanischem Vorbild (朝鮮式山城) erweitert: Ōno-jō (大野城; 33° 32′ 23,7″ N, 130° 31′ 17,6″ O) auf der Anhöhe Ōnoyama, Kii-jō (基肄城; 33° 26′ 41,3″ N, 130° 30′ 47,8″ O) auf dem Kiyama und Nagato-no-ki (長門城) in der Provinz Nagato. Die Befestigungsanlagen wurden unter das Kommando von Okurai Fukuru (憶礼福留, kor.: Eokrye Bokryu) und Shihi Fukufu (四比福夫, kor.: Sacha Bokbu) gestellt, die beide aus Baekje nach Japan geflohen waren. Den Bemühungen Japans zum Trotz erschienen 664 jedoch 47 Schiffe mit 2000 Abgesandten der Tang-Dynastie in Japan, die sich in der Folge mehrere Jahre am japanischen Hof aufhielten.
Die errichteten Anlagen wurden anlässlich der Mongoleninvasionen in Japan 1274 als Verteidigungslinie erneuert und in Stand gesetzt.

## Bauweise und Verwendungszweck

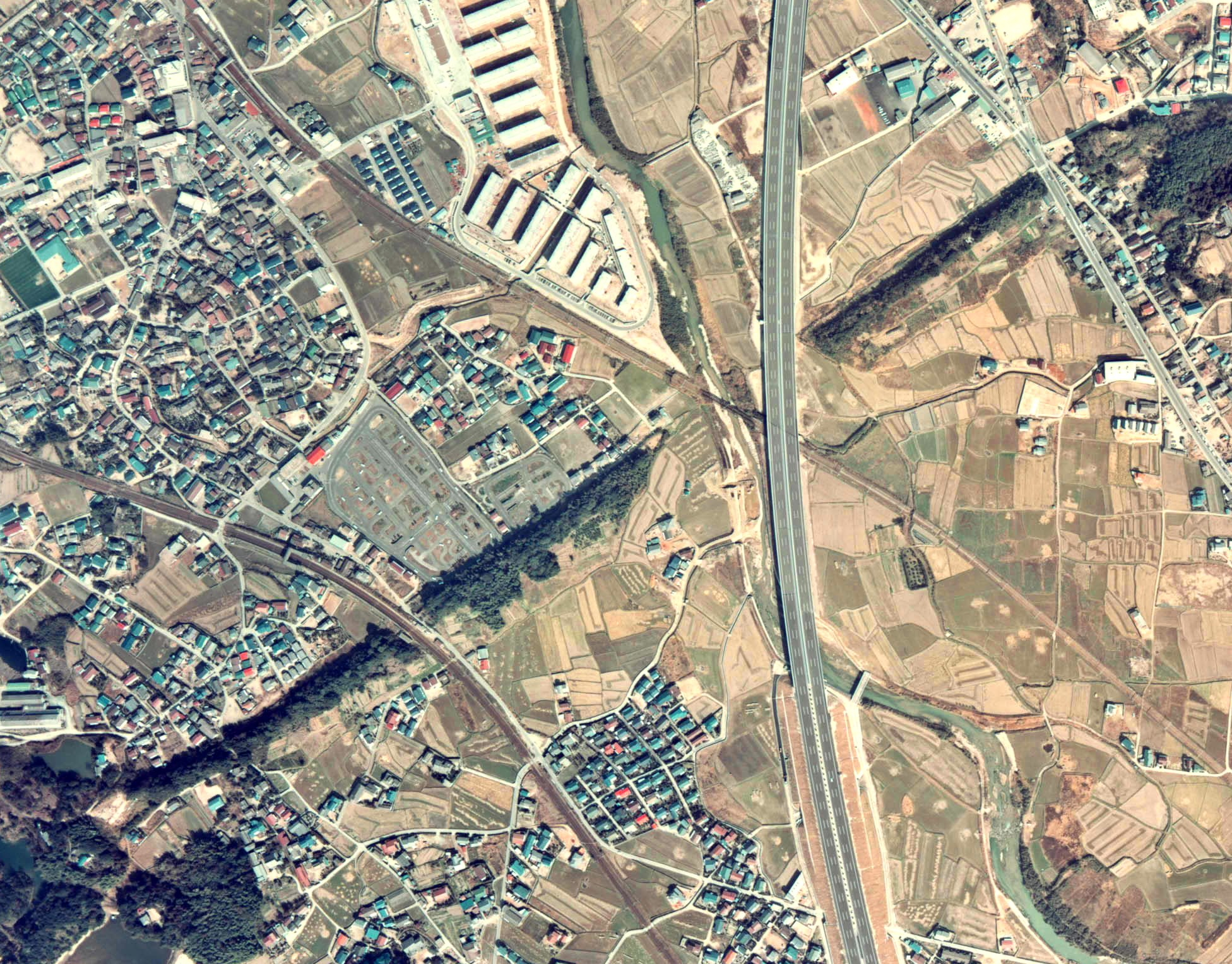
Kolorierte Luftbildaufnahme des Mizuki, Ministerium für Land, Infrastruktur, Verkehr und Tourismus, 1975

Die Mizuki bestanden aus einem Graben und einem Erdwall, der als Verteidigungslinie zum Schutze Dazaifus vor Attacken aus Richtung der Hakata-Bucht in gerader Linie verlief. Der Erdwall war ca. 10 m hoch, 80 m breit und erstreckte sich über eine Länge von 1,2 km. An der Hakata-Bucht wurde der Erdwall zudem mit einem Wassergraben versehen, der eine Breite von 60 m und eine Tiefe von vier Metern besaß. Das Wasser wurde vom Fluss Mikasa (御笠川) in den Graben eingeleitet.
Daneben gibt es auch die Auffassung, der Graben sei per se trocken gewesen und man habe das Wasser des Mikasa angestaut, um es im Falle eines Angriffs in den Graben zu leiten und anstürmende Feinde zu ertränken. Die Mühsal das Wasser aufzustauen und die Existenz von hölzernen Wasserzuleitungen lassen diesen Erklärungsansatz jedoch eher unwahrscheinlich erscheinen.